# Chiesa di San Francesco (Scutari)
La chiesa di San Francesco  (in albanese: Kisha Françeskane) è una chiesa dell'Arcidiocesi di Scutari-Pult e si trova nella città di Scutari, in Albania, costruita nel 1905.

## Storia
Nel 1902 la missione francescana nella città di Scutari ottenne il permesso da un decreto del sultano di costruire una chiesa nella città. Nel 1905 l'edificio fu completato. Nel gennaio 1947 la Sigurimi (Polizia segreta albanese) utilizzò come deposito di armi e munizioni la chiesa. Quando furono scoperti dai sacerdoti francescani, alcuni di essi furono arrestati. La torre campanaria della chiesa e l'ala posteriore sono state sottoposte a restauro nel 2007.